# Súľov-Hradná
Súľov-Hradná és un poble i municipi d'Eslovàquia que es troba a la regió de Žilina, al centre-nord del país. El 2023 tenia 1.002 habitants.

## Demografia
| Godina             | 1994 | 2004   | 2014   | 2024   |
| ------------------ | ---- | ------ | ------ | ------ |
| Nombre de persones | 944  | 929    | 928    | 1009   |
| Diferència         |      | −1,58% | −0,10% | +8,72% |

| Godina             | 2023 | 2024   |
| ------------------ | ---- | ------ |
| Nombre de persones | 1002 | 1009   |
| Diferència         |      | +0,69% |